# Campionato jugoslavo di calcio a 5
Il campionato jugoslavo di calcio a 5 è stata la massima competizione di calcio a 5 di tre assetti istituzionali: Repubblica Socialista Federale di Jugoslavia (1988-1992), Repubblica Federale di Jugoslavia (1992-2002) e infine Serbia e Montenegro (2003-06).

## Campionato jugoslavo
Tra i primi campionati calcettistici d'Europa, quello jugoslavo fu istituito nella stagione 1988-89. Le prime due edizioni furono appannaggio di altrettante formazioni croate (Kutina e Uspinjača). Prima dello scoppio delle guerre jugoslave, i campionati del 1991 e del 1992 furono vinti dalle formazioni bosniache del Seljak e del Davor Sarajevo. Perse le squadre slovene e croate, il campionato jugoslavo riprese con l'edizione 1993-94; ad aggiudicarsi la prima edizione dopo la sospensione fu il Premijer Nikšić. Il precipitare degli eventi in Bosnia ed Erzegovina impedì la disputa del campionato 1997-98 nonché la conclusione dell'edizione seguente. Fu la stessa Fontana Čačak, vincitrice del campionato prima della seconda sosta bellica, a riannodare i fili spezzati durante la stagione 1999-00. In questi anni il campionato vide una certa supremazia del CDSM Danilovgrad che vinse due titoli in tre anni, prima che la federazione jugoslavia diventasse confederazione di Serbia e Montenegro.

## Campionato di Serbia e Montenegro
Il campionato serbo-montenegrino durò appena tre anni ed ebbe un unico dominatore cioè il Marbo Belgrado che vinse tutte e tre le edizioni disputate prima che il Montenegro si separasse dalla Serbia, facendo cessare definitivamente l'esistenza della confederazione. Il Marbo fu in questi anni una brillante protagonista della Coppa UEFA, giungendo per due volte nel lotto delle migliori otto formazioni europee, mentre nell'edizione 2006-07 rimase esclusa dalle semifinali per differenza reti nei confronti dei belgi dell'Action 21 Charleroi.

## Albo d'oro

### Campionato jugoslavo
| Stagione  | Vincitore      | Finalista |
| --------- | -------------- | --------- |
| 1988-1989 | Kutina         | Seljak    |
| 1989-1990 | Uspinjača      | Seljak    |
| 1990-1991 | Seljak         | Uspinjača |
| 1991-1992 | Davor Sarajevo | Naissus   |

### Campionato della Repubblica Federale di Jugoslavia
| Stagione  | Vincitore        | Finalista       |
| --------- | ---------------- | --------------- |
| 1992-1993 | Non disputato    | Non disputato   |
| 1993-1994 | Premijer Nikšić  | Naissus         |
| 1994-1995 | Naissus          | Premijer Nikšić |
| 1995-1996 | Elektroprivreda  | Naissus         |
| 1996-1997 | Fontana Čačak    | Elektroprivreda |
| 1997-1998 | Non disputato    | Non disputato   |
| 1998-1999 | Non terminato    | Non terminato   |
| 1999-2000 | Fontana Čačak    |                 |
| 2000-2001 | CDSM Danilovgrad |                 |
| 2001-2002 | Naissus          |                 |
| 2002-2003 | CDSM Danilovgrad |                 |

### Campionato serbo-montenegrino
| Stagione  | Campionato     | Finalista  |
| --------- | -------------- | ---------- |
| 2003-2004 | Marbo Belgrado |            |
| 2004-2005 | Marbo Belgrado | Municipium |
| 2005-2006 | Marbo Belgrado |            |

## Vittorie per club

### Campionato
| Titoli | Squadra          | Anni             |
| ------ | ---------------- | ---------------- |
| 3      | Marbo Belgrado   | 2004, 2005, 2006 |
| 2      | Naissus          | 1995, 2002       |
| 2      | Fontana Čačak    | 1997, 2000       |
| 2      | CDSM Danilovgrad | 2001, 2003       |
| 1      | Kutina           | 1989             |
| 1      | Uspinjača        | 1990             |
| 1      | Seljak           | 1991             |
| 1      | Davor Sarajevo   | 1992             |
| 1      | Premijer Nikšić  | 1994             |
| 1      | Elektroprivreda  | 1996             |